# Джаклин Беърд
Джаклин Беърд (на английски: Jacqueline Baird) е популярна английска писателка на бестселъри в жанра любовен роман.

## Биография и творчество
Джаклин Беърд е родена на 1 април в малко селце в Нортъмбърланд, Англия, където отраства. От малка е запален читател и още на 11 години печели награда за свое съчинение в училище. След завършване на езикова девическа гимназия учи в Оксфордския университет, където получава диплома по педагогика. След дипломирането си постъпва на държавната служба в тогавашния пощенски департамент. След няколко години се премества на работа като рецепционист в петзвезден хотел в Шотландия и пътува на туристически дестинации в чужбина в продължение на няколко години.
Среща съпруга си Джим, когато е на 18 години, и се омъжва за него след 8 години, когато се завръща да живее в родното си място. Двамата имат двама сина. Обичайки винаги романтичната литература и екзотичните места, тя се насочва към писането на любовни романи, когато синовете ѝ тръгват на училище и има свободно време.
Първият ѝ роман „Dark Desiring“ е публикуван през 1988 г. Той получава много добри отзиви от читатели и критика и дава старт на писателската ѝ кариера.
Джаклин Беърд живее със семейството си в Нортъмбрия.

## Произведения

### Самостоятелни романи
- Dark Desiring (1988)
- Shattered Trust (1990)
- Passionate Betrayal (1991)
- Dishonourable Proposal (1992)
- Guilty Passion (1992)
- Master of Passion (1993)
Господарят на страстта, изд.: „Арлекин България“, София (1994), прев. Надя Златкова
- Gamble on Passion (1994)
- Nothing Changes Love (1994)
- A Devious Desire (1995)
- Raul's Revenge (1996)
- Mistaken for a Mistress (1997)
- The Reluctant Fiancee (1997)
- Giordanni's Proposal (1998)
- A Husband of Convenience (1999)
- The Italian's Runaway Bride (2001)
- Untamed Italian, Blackmailed Innocent (2010)
- The Sabbides Secret Baby (2010)
- Return of the Moralis Wife (2012)
- The Cost of Her Innocence (2013)

### Участие в общи серии с други писатели

#### Серия „Венчани!“ (Wedlocked!)
The Valentine Child (1995)
от серията има още 59 романа от различни автори

#### Серия „Гръцки магнати“ (Greek Tycoons)
- Marriage at His Convenience (2001)
- Husband on Trust (2000)
- The Greek Tycoon's Revenge (2002)
- The Greek Tycoon's Love-child (2004)
- Bought by the Greek Tycoon (2005)

от серията има още 57 романа от различни автори

#### Серия „Страст“ (Passion)
- A Most Passionate Revenge (2000)

от серията има още 19 романа от различни автори

#### Серия „Италиански съпрузи“ (Italian Husbands)
- His Inherited Bride (2003)
- Pregnancy of Revenge (2005)

от серията има още 30 романа от различни автори

#### Серия „Модерни рицари“ (Modern-Day Knights)
- At the Spaniard's Pleasure (2003)

от серията има още 1 роман от Карол Мортимър

#### Серия „Принуден чрез шантаж“ (Bedded By Blackmail)
- Pregnancy of Revenge (2005)
- The Italian's Blackmailed Mistress (2006)

от серията има още 21 романа от различни автори

#### Серия „Безмилостен!“ (Ruthless!)
- The Italian Billionaire's Ruthless Revenge (2007)

от серията има още 22 романа от различни автори

#### Серия „Средиземноморски брак“ (Mediterranean Marriage)
- Aristides' Convenient Wife (2007)

от серията има още 8 романа от различни автори

#### Серия „Червено и горещо отмъщение“ (Red-Hot Revenge)
- The Billionaire's Blackmailed Bride (2008)

от серията има още 17 романа от различни автори

#### Серия „Италиански изкусител!“ (Italian Temptation!)
- Picture of Innocence (2011)

от серията има още 1 роман от Кейт Уокър

### Сборници
- Father Knows Last: High Risk, Guilty Passion (1996) – с Ема Дарси
- Passion with a Vengeance (1998) – със Сара Крейвън и Ема Дарси
- Her Baby Secret (1999) – с Лин Греъм и Дей Льоклер
- Father and Child (2000) – с Ема Дарси и Сандра Мартон
- Stranded in Paradise (2001) – с Лиз Филдинг и Миранда Ли
- Passionate Playboys (2002) – с Аманда Браунинг и Лин Греъм
- Her Greek Tycoon (2003) – с Лин Греъм и Кейт Уокър
- Passion in Paradise (2004) – със Сара Крейвън и Кати Уилямс
- Hot Summer Loving (2004) – със Сандра Фийлд и Миранда Ли
- The Tycoon's Love Child (2005) – с Робин Доналд и Ан Мадър
- Red-Hot Revenge (2006) – с Ли Уилкинсън и Кати Уилямс
- Convenient Weddings (2006) – с Хелън Бианчин и Катрин Рос
- Millionaire's Mistress (2006) – с Лин Греъм и Кати Уилямс
- Seductive Spaniards (2007) – с Даяна Хамилтън